# Ung fyri Miðflokkin
Ung fyri Miðflokkin (UfM) er ungdomsorganisation for det kristendemokratiske part på Færøerne, Miðflokkurin. Partiet blev grundlagt igen i 5. oktober 2010, og har siden da været aktive i den almene politiske debat. Partiet følger generelt den ideologiske linje hos moderpartiet og den kristendemokratiske ideologi, særlige interesseområder er: modstand mod homoseksuelt ægteskab, modstand mod abort, forøgelse af ulandsbistanden og modstand mod en mere liberaliseret alkoholpolitik.
UfM har flere gange opstillet adskillige medlemmer til kommunal- og lagtingsvalget.
UfM er medlem af den nordiske paraplyorganisation for kristendemokrater, KDUN.